# Lars Nieberg
Lars Nieberg (Wittingen, 24 luglio 1963) è un cavaliere tedesco.

## Palmarès

### Olimpiadi
- 2 medaglie:
  - 2 ori (Atlanta 1996 nel salto a squadre; Sydney 2000 nel salto a squadre)